# Palaeoctopus
Palaeoctopus – rodzaj kopalnej ośmiornicy żyjącej w późnej kredzie. Gatunkiem typowym jest P. newboldi, opisany w 1896 roku przez Henry'ego Woodwarda na podstawie skamieniałości odkrytej w datowanych na santon osadach w Libanie. Początkowo Woodward nadał mu nazwę Calais newboldi. W 2008 roku opisany został drugi gatunek należący do tego rodzaju – Palaeoctopus pelagicus z turonu Meksyku, jednak w 2010 roku jego skamieniałości – uznane początkowo za gladiusa ośmiornicy – zreinterpretowano jako pozostałości ryby celakantokształtnej, przypuszczalnie należącej do rodzaju Megacoelacanthus.